# Miri (Star Trek: La serie original)
"Miri" es el episodio número 8 en ser transmitido y el número 11 en ser producido de la primera temporada de Star Trek: La serie original, que fue transmitido por primera vez el 27 de octubre del 1966 y repetido el 29 de junio del 1967. Fue escrito por Adrian Spies y dirigido por Vincent McEveety.
Resumen: La nave estelar Enterprise descubre un exacto duplicado de la Tierra, donde los únicos supervivientes de una mortal plaga son algunos niños.

## Trama
En la fecha estelar 2713.5, la nave estelar USS Enterprise, bajo el mando del capitán James T. Kirk, respondiendo a una antigua llamada de auxilio llega a un planeta que parece exactamente igual que la Tierra en cada uno de sus detalles.
Kirk organiza una partida de desembarque conformada por él, el sr. Spock, el dr. McCoy, la Yeoman Janice Rand y dos miembros de seguridad, para investigar este notable hallazgo. A su llegada, encuentran que el planeta es virtualmente un duplicado de la Tierra de la década de los 60, pero todo está aparentemente abandonado. Cuando están investigando un triciclo infantil, son súbitamente atacados por un harapiento hombre que parece estar infectado por una horrible mutación que lo tiene desfigurado, pero al mismo tiempo parece extremadamente fuerte. Spock intenta aturdirlo con su fáser, pero el hombre muere en ese momento. Los guardias de seguridad ven a otra persona huyendo y que se esconde en un edificio cercano.
El equipo persigue a esta persona, descubriendo que es una asustada niña, quien parece estar físicamente bien. Ella se identifica a sí misma como Miri (Kim Darby), y cuando se le pregunta por qué huyó de ellos, ella les explica porque ellos son "grups" (una contracción de la palabra inglesa "grown ups", en castellano "crecido"), y los grups matan y dañan a los niños antes de morir. Cuando le preguntan dónde se encuentra su familia, Miri les dice que ella es una "Onlie" (derivado de la palabra inglesa "only ones" que significa: los únicos), y que ella y sus amigos son los “únicos” que quedan ya que todos los adultos están muertos.
Pronto la partida de desembarque comienza a notar dolorosas llagas azules que están formándose en sus cuerpos, sin embargo Spock permanece sin verse afectado. Miri les dice que eso son las primeras señales de la enfermedad, y que ellos pronto serán como los otros adultos. El equipo busca en un hospital abandonado las claves de la misteriosa condición. Descubren que la enfermedad sólo afecta a aquellos que han alcanzado la pubertad. Este es un efecto colateral de un experimento para prolongar la vida : la técnica trabaja en los niños, pero cuando éstos alcanzan la pubertad, entran en un corto período de furia violenta y luego mueren. Se dan cuenta de que los niños tienen unos 300 años de edad, habiendo envejecido sólo un mes por cada siglo.
McCoy también descubre que una vez que la enfermedad comienza, tienen sólo siete días de vida. Incluso aunque Spock parece inmune a la enfermedad, él cree que es un transmisor y que podría infectar a la Enterprise si regresa.
Mientras tanto, el resto de los niños escondidos, que no confían en los nuevos ‘’grups’’, deciden echar a perder sus planes. Su líder, un niño llamado Jahn, roba los comunicadores de la partida de desembarque, lo que hace que la búsqueda de McCoy por una cura sea casi imposible sin la ayuda de los computadores de la Enterprise. Miri, sin embargo, no está de acuerdo con la travesura de los otros niños y permanece al lado del capitán Kirk, del que parece haberse enamorado. Sin embargo, cuando la Yeoman Rand pierde la compostura debido al temor por su vida, y Kirk la toma en sus brazos para confortarla, Miri se pone celosa y huye, planificando una trampa con sus amigos. Los niños crean una estratagema y raptan a Rand.
Regresando más tarde, Miri afronta a Kirk, quien le dice que ella y los otros niños contraerán la enfermedad igual que el resto de los grups si no les ayudan a encontrar una cura. Para reforzar lo que dice Kirk, toma el brazo de Miri y le muestra las llagas azules que ya se están formando en su piel.
Miri lleva a Kirk a una escuela donde Rand está siendo mantenida cautiva. Él trata de hacer entender a los niños que nada de lo que sucede es un juego. Al principio los niños no le escuchan y comienzan a hostigar, alentados por Jahn. Poco a poco se vuelven más agresivos hasta que uno de ellos golpea a Kirk con una herramienta y casi lo deja sin sentido. Herido y sangrante, Kirk les implora que piensen en los ‘’onlies’’ más jóvenes, quienes se quedarán sin abastecimientos cuando los más viejos mueran. Él les advierte que los depósitos de comida y abastecimientos están casi agotados. Además les hace notar que lo han herido y que ahora tienen literalmente sangre en sus manos, del mismo modo que los ‘’grups’’, a los que ellos tanto temen. "Yo soy un grup", les dice "y necesito vuestra ayuda".
Kirk recoge a los niños y regresa al hospital, al llegar encuentra que Spock ha descubierto que McCoy, incapaz de probar la dosis exacta de su suero experimental, se ha inyectado una dosis completa y está desmayado en el suelo. Sin embargo, poco después sus llagas desaparecen. El suero no sólo es seguro sino que además ha curado la enfermedad. Después de inmunizar a la partida de desembarque y a los niños, Kirk informa a la Flota Estelar para que estos envíen profesores y asesores que ayuden a los niños a comenzar nuevas vidas.

## Remasterización del aniversario de los 40 años
Este episodio fue remasterizado en el año 2006 como parte del aniversario de los 40 años de la Serie Original. Fue transmitido por primera vez el 16 de septiembre de 2006 en algunas estaciones afiliadas de la red inmediatamente después de "El equilibrio del terror" y seguido una semana más tarde por "El diablo en la oscuridad". Además de mejorar el sonido y la imagen, la remasterización también alteró elementos del episodio original. Además de todas las animaciones por computador de la USS Enterprise que es lo normal en las revisiones, el planeta fue mejorado para aparecer más realista.

## Recepción
Zack Handlen de The A.V. Club calificó al episodio con una 'A-', describiendo que la utilización de niños como antagonistas fue uno de los "giros más inteligentes" del guion. Handlen sintió que el ambiente de amenaza fue mantenido a pesar de que la audiencia sabía que la tripulación no moriría, "ellos no saben eso ".

## Producción
Los exteriores del planeta fueron realizados en el escenario usado para la otra serie de Desilu The Andy Griffith Show.

## Elenco
Además de las estrellas invitadas Kim Darby y Michael J. Pollard, varios de los niños del mundo de Miri fueron representados por parientes del elenco y tripulación de la serie Star Trek. Entre éstos estaba Lisabeth, hija de William Shatner, los dos hijos de Grace Lee Whitney, y las hijas de Gene Roddenberry. Dos de los otros niños actores, Phil Morris y Iona Morris, más tarde aparecieron en otros programas Trek posteriores. Ellos eran los hijos del actor de Misión: Imposible Greg Morris.